# 汪士元

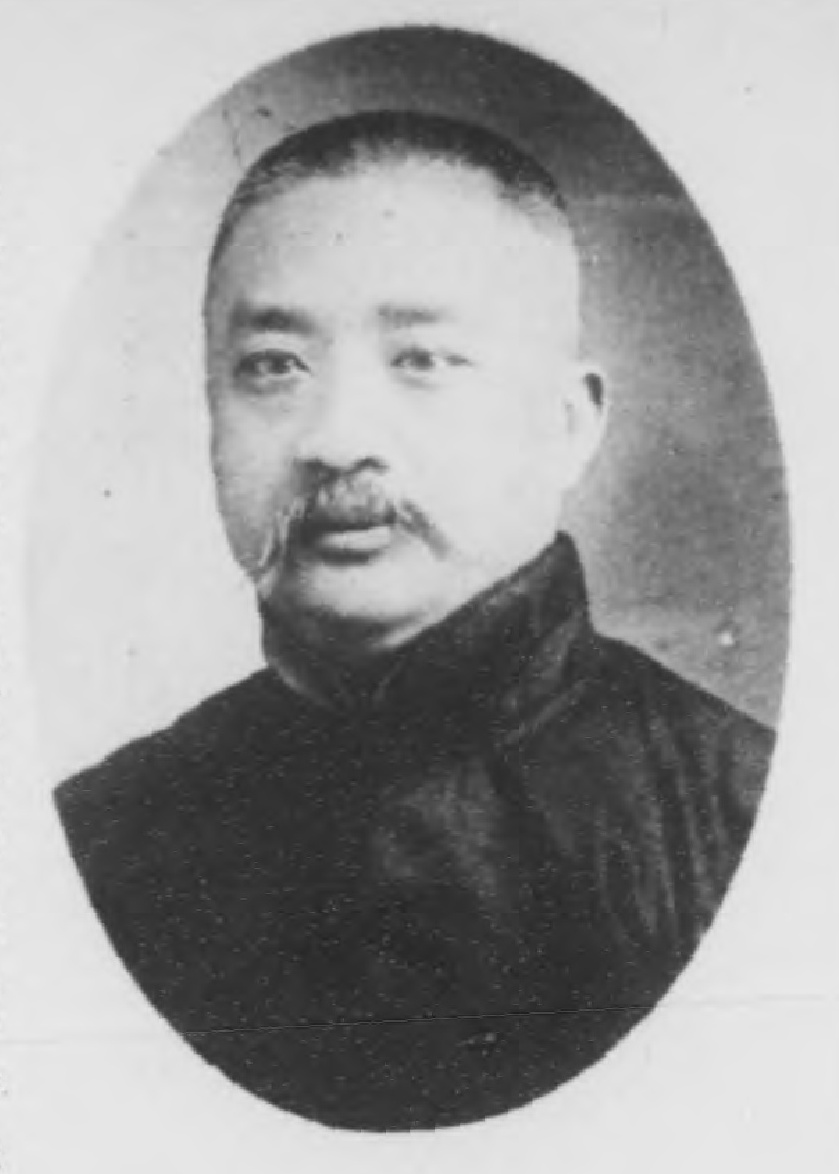

汪士元（1877年—1935年以後），字向叔，安徽盱眙（今属江苏省）人，中國近代官員、书画家、收藏家。

## 生平
汪士元為清朝監生。於光緒三十年（1904年）中進士，殿試名列二甲六十六名。此後，他入直隸總督楊士驤幕，後任直隸河間兵備道、長蘆鹽運使等職。
中华民國成立後，他历任直隸都督秘書、直隸國稅廳籌備處處長兼署直隸財政司長、直隸財政廳長等職。1920年8月至1921年6月，任北洋政府財政部次長。1921年11月，再次被任命為財政部次長，但並未就職，12月改任全國菸酒事務署督辦。